# 林铁钢
林铁钢（1954年—），陕西西安人，中华人民共和国政治人物、第十二届全国人民代表大会天津地区代表。

## 生平
毕业于四川财经学院金融系金融专业，加入中国共产党，后升任天津市市政协副主席、中国人民银行天津分行行长。2013年，被选为全国人大代表。